# Incident du Dai ichi daihōmaru
L'Incident du Dai ichi daihōmaru (第一大邦丸事件, Dai ichi daihōmaru jiken) s'est déroulé le 4 février 1953 lorsque la garde côtière de Corée du Sud intercepte deux chalutiers japonais et tue l'un de ses capitaines, Seto Jujiro, au large de l'île coréenne de Jeju-do. L'incident est l'un des nombreux cas de confrontation maritime entre la Corée du Sud et le Japon à la suite de la proclamation unilatérale, et illégale du point de vue du droit international, de la ligne Syngman Rhee.

## Histoire
Le 22 janvier 1953, deux bateaux de pêche, le Dai ichi daihōmaru et le Dai ni daihōmaru de la compagnie Taihō, partent de Fukuoka au Japon. Le 4 février, ils arrivent dans la zone de pêche no 284 située dans les eaux internationales près de l'île coréenne de Jeju-do.
Le même jour, vers 7h du matin, alors que les deux navires japonais pêchent dans le secteur, deux chalutiers sud-coréens s'approchent d'eux jusqu'à être à portée de voix et leur équipage demande aux Japonais « Comment se passe votre pêche aujourd'hui ? ».
Lorsque le Dai ichi daihōmaru commence à tirer son filet hors de l'eau, les navires sud-coréens, en fait des patrouilleurs de la garde côtières maquillés en chalutiers, ouvrent le feu au fusil automatique sur le bateau japonais à une distance d'environ 30 mètres. Les deux bateaux de pêche japonais essayent alors d'échapper à cette violente attaque soudaine contre eux, mais sont finalement capturés à 8h30.
Le capitaine d'un des deux bateaux reçoit une balle dans la tête et est alors inconscient. Les Sud-coréens leur ordonnent ensuite de se détourner sur l'île de Jeju-do où ils arrivent à 11h30 dans le port de Hanlin. Les équipages japonais sont remis aux autorités locales qui leur confisquent leurs objets personnels et les équipements des bateaux. Ils avertissent que l'un de leurs capitaines est gravement blessé et celui-ci est emmené dans un hôpital précaire ne disposant ni de salles, ni d'équipements ou d'instruments. Un médecin coréen refuse même de lui accorder les soins adéquats. Les équipages japonais demandent alors aux autorités de trouver un autre hôpital amis cela leur est refusé et les Sud-coréens déclarent : « Nous accomplissons simplement notre devoir conformément à une ordonnance rendue par l'armée. Par conséquent, nous n'avons aucune responsabilité ». Ils demandent plusieurs fois à l'armée d'accorder les soins médicaux nécessaires au blessé en leur promettant même de payer les frais mais les militaires refusent toujours. Ils prétendent ensuite accepter leur demande et disant qu'« ils le transporteront bientôt en voiture à l'hôpital militaire ». Le blessé est cependant toujours laissé sans soins et meurt à 23h00 le 6 février.
Les Japonais demandent aux autorités de la police d'effectuer la crémation du corps de leur collègue mais cela leur est refusé. Ils improvisent donc seuls son service funèbre et sa crémation.
Le 9 février, les Japonais sont transférés dans une base aérienne dans laquelle ils sont confinés dans une petite pièce de 8,25 m2. Enfermés sans nourriture, ils survivent grâce à des aliments qu'ils ont sur eux.
Durant l'interrogatoire de police, les autorités sud-coréennes insistent sur le fait que les chalutiers japonais étaient au moment de leur capture à 9 milles nautiques de Hanlin sur l'île de Jeju-do. Les Japonais, de leur côté, affirment que la boussole de navigation, mais aussi la vitesse, des navires coréens sont faussées et qu'ils étaient à 30 milles nautiques au moment de leur capture. Les autorités sud-coréennes les forcent finalement à accepter qu'ils se trouvaient à 13 milles nautiques, un compromis entre les deux versions. Selon l'un des pilotes du Dai ichi daihōmaru, interrogé séparément, les deux bateaux japonais se trouvaient bien à 30 milles nautiques au moment de leur capture.
Le même jour, à 23h00, les Japonais sont transférés au poste de police de la ville de Jeju où ils sont de nouveau enfermés sans nourriture dans une cellule de 8,25 m2. 18 d'entre eux sont enfermés avec des prisonniers coréens dans une très petite cellule mais certains maigres repas leur sont tout de même distribués.
Les Japonais sont de nouveau interrogés par la police, cette fois par celle de Jeju qui les accuse d'avoir violé la ligne Syngman Rhee. Ils réfutent la légalité de cette délimitation maritime sud-coréenne, qui englobe alors l'île de Takeshima (les rochers Liancourt) et une grande étendue de zones de pêche, et qui est un acte unilatéral contraire au droit international.
La police prépare le dossier d'enquête en coréen dans lequel elle falsifie les faits en écrivant que les bateaux japonais avaient violé la ligne Syngman Rhee. Elle leur demande ensuite de signer cette fausse déclaration écrite uniquement en coréen et informe le gouvernement japonais qu'ils avaient reconnu avoir violé la ligne.
Une représentant de la marine américaine rencontre le président sud-coréen Syngman Rhee pour discuter de l'incident. Syngman exprime ses regrets sur la capture des pêcheurs japonais dans les eaux internationales. Les deux navires et leurs équipages sont ensuite autorisés à rentrer au Japon sous escorte d'une frégate américaine le 17 février.
À leur départ, la police sud-coréenne déclare : « Nous sommes vraiment désolés pour la mort de votre collègue. Comme notre pays est en guerre, nous ne pouvions pas vous offrir de la nourriture même si nous l'avions voulu. Ne dites rien de mal sur la police ».

## Conséquences

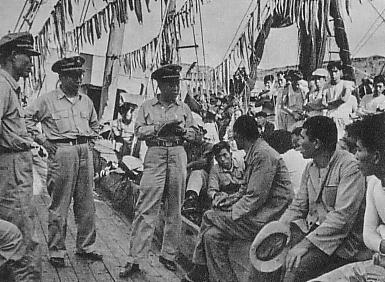
Arrestation de navires japonais par la garde côtière de Corée du Sud en décembre 1953 après la proclamation de la ligne Syngman Rhee.

Les principaux enjeux de l'incident sont :
- L'imposition de la ligne Syngman Rhee qui englobe des zones contestées est un acte unilatéral contraire au droit international.
- L'ouverture du feu sur des navires civils sans sommations dans les eaux internationales est un crime.
- Un acte criminel prémédité commis par le gouvernement de la Corée du Sud pour poursuivre son objectif d'occuper illégalement des zones maritimes contestées, comme en témoigne le fait que chaque navire coréen était composé d'un policier militaire, d'un soldat spécialement formé, d'un officier d'information, de quatre policiers, et de plus de 12 autres membres d'équipage.
- Une grave violation des droits de l'homme en abusant des équipages japonais pendant les interrogatoires. Par exemple par le refus d'offrir des soins médicaux, de nourrir les prisonniers, d'effectuer des services funéraires et une crémation, de confiner les équipages dans une cellule surpeuplée dont la superficie du sol est inférieure à 8,25 m2, etc.

L'incident n'est en fait que l'un des épisodes d'une série d'hostilités et de captures de pêcheurs japonais par le gouvernement de la Corée du Sud.
Du 18 janvier 1952 (date de l'entrée en vigueur unilatérale de la ligne Syngman Rhee) au 22 juin 1965 (date de la signature du traité normalisant les relations entre le Japon et la République de Corée), 328 navires de pêche japonais sont capturés et 3 929 pêcheurs sont arrêtés par la Corée du Sud. Parmi eux, 44 sont morts.